# Josef Božek

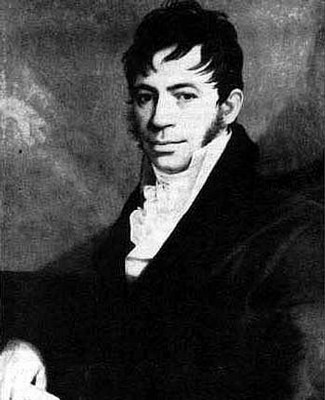
Josef Bożek

Josef Bożek (* 28. Februar 1782 in Biery, Österreichisch Schlesien; † 21. Oktober 1835 in Prag) war Erfinder und Konstrukteur vor allem von dampfbetriebenen Fahrzeugen.  

## Leben
Der Sohn eines Müllers in einem polnisch-schlesischen bzw. wasserpolnischen Dorf bei Bielitz wollte ursprünglich Professor der Mechanik werden, nachdem er schon während seines Gymnasiumsbesuchs in Teschen und Brünn Maschinen baute. Zunächst ging er nach Brünn und bildete sich an der evangelischen Schule bei Christian Karl André in Mathematik und Mechanik weiter. 1804 begab er sich nach Prag, versuchte ein Studium aufzunehmen, gab es jedoch aus finanziellen Gründen auf und wurde Mechaniker.
Für das Ständische Polytechnische Institut in Prag stellte er eine Reihe von Modellen und Gebrauchswerkzeugen her, und nach seiner Ausbildung zum Uhrenmacher wurde er auch auf diesem Gebiet Spezialist.
Seine beiden Söhne, der Uhrmacher Franz (František) Božek (1809–1886) und der Erfinder Romuald Božek, führten seine technischen Entwicklungen fort.
Der Asteroid (7699) Božek wurde am 20. November 2002 nach ihm benannt.

## Erfindungen und Entwicklungen
- Konstruktion von Prothesen

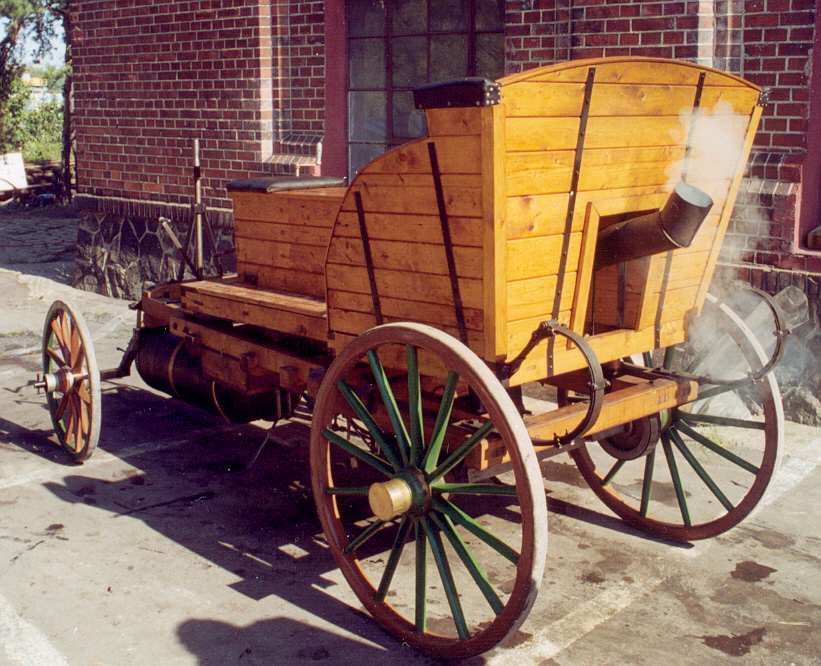
Nachbau seines Dampfwagens

- Präzisionspendeluhren für die Sternwarte Klementinum, die bis 1984 in Betrieb waren, 1812
- Dampfbetriebenes Automobil, 1815
- Dampfschiff, 1. Juni 1817
- Dampfmaschine, 1815
- Eisenbahnwagen für die Pferdeeisenbahn Budweis–Linz–Gmunden.
- Pumpen

## Bibliographie
- J. Streit: Božkové. Osudy rodiny vynálezců. Praha 1946.
- Stanislav Michal: Die Božeks. Pioniere der Technik in Böhmen. NTM, Praha 1989, ISBN 80-7037-000-9.